# 御原郡
- 令制国一覧 > 西海道 > 筑後国 > 御原郡
- 日本 > 九州地方 > 福岡県 > 御原郡

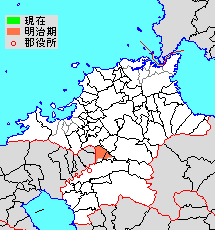
福岡県御原郡の位置

御原郡（みはらぐん）は、福岡県（筑後国）にあった郡。

## 郡域
1878年（明治11年）に行政区画として発足した当時の郡域は、下記の区域にあたる。
- 小郡市の大部分（平方・光行・八坂・下西鯵坂・上西鯵坂・赤川を除く）
- 三井郡大刀洗町の大部分（三川・西原・守部・菅野・冨多・中川を除く）

## 歴史

### 古代

#### 式内社
『延喜式』神名帳に記される郡内の式内社。
| 神名帳           | 神名帳  | 神名帳 | 神名帳 | 比定社         | 比定社           | 比定社 | 集成 |
| 社名             | 読み    | 格     | 付記   | 社名           | 所在地           | 備考   | 集成 |
| ---------------- | ------- | ------ | ------ | -------------- | ---------------- | ------ | ---- |
| 御原郡 1座（小） |         |        |        |                |                  |        |      |
| 御勢大霊石神社   | ミセノ- | 小     |        | 御勢大霊石神社 | 福岡県小郡市大保 |        |      |
| 凡例を表示       |         |        |        |                |                  |        |      |

### 近世以降の沿革
- 明治初年時点では全域が筑後久留米藩領であった。「旧高旧領取調帳」に記載されている明治初年時点での村は以下の通り。（1町36村）

松崎町、井上村、吹上村、干潟村、乙隈村、津古村、横隈村、力武村、三沢村、大保村、大板井村、小板井村、寺福童村、大崎村、稲吉村、上岩田村、下岩田村、鵜木村、高樋村、山隈村、下高橋村、古飯村、小跡村、矢次村、用丸村、長松村、東福童村、西福童村、小郡町、上高橋村、今村、平田村、小島村、甲条村、本郷町、本郷村、稲数村
- 明治4年
  - 7月14日（1871年8月29日） - 廃藩置県により、久留米県の管轄となる。
  - 11月14日（1871年12月25日） - 第1次府県統合により、全域が三潴県の管轄となる。
- 明治9年（1876年） - 三潴県により以下の町村の統合が行われる。（1町31村）
  - 二タ村 ← 小跡村、矢次村
  - 二森村 ← 用丸村、長松村
  - 福童村 ← 東福童村、西福童村
  - 春日村 ← 平田村、小島村
  - 栄田村 ← 本郷村、稲数村
  - 8月21日 - 第2次府県統合により福岡県の管轄となる。
- 明治11年（1878年）11月1日 - 郡区町村編制法の福岡県での施行により、行政区画としての御原郡が発足。「御井御原山本郡役所」が御井郡久留米に設置され、同郡・山本郡とともに管轄。

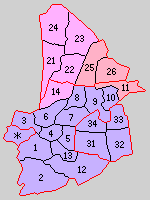
21.小郡村 22.御原村 23.立石村 24.三国村 25.大刀洗村 26.本郷村（桃：小郡市 赤：三井郡大刀洗町 1 - 14は御井郡 31 - 34は山本郡）

- 明治22年（1889年）4月1日 - 町村制の施行により、以下の町村が発足。（6村）
  - 小郡村 ← 福童村［字小福童を除く］、寺福童村、小郡町、大板井村［字車屋前・上楽・今当・ツルを除く］、小板井村［字井手ノ前を除く］、大崎村、稲吉村［一部］、御井郡上西鰺坂村［字川向］[2]（現・小郡市）
  - 御原村 ← 下岩田村、稲吉村［大部分］、二森村、二タ村、古飯村、小板井村［字井手ノ前］（現・小郡市）
  - 立石村 ← 松崎町、上岩田村、井上村、吹上村、干潟村、乙隈村、山隈村［今隈名・花立名］、大板井村［字車屋前・上楽・今当・ツル］（現・小郡市）
  - 三国村 ← 津古村、横隈村、三沢村、力武村、大保村（現・小郡市）
  - 大刀洗村 ← 高樋村、上高橋村、今村、鵜木村、山隈村［今隈名・花立名を除く］、下高橋村（現・三井郡大刀洗町）
  - 本郷村 ← 本郷町、栄田村、甲条村、春日村（現・三井郡大刀洗町）
  - 福童村の一部（字小福童）が御井郡味坂村の一部となる[2]。
- 明治29年（1896年）4月1日 - 郡制の施行のため、「御井御原山本郡役所」の管轄区域をもって三井郡が発足。同日御原郡廃止。

## 行政
御井・御原・山本郡長
| 代 | 氏名 | 就任年月日                | 退任年月日                | 備考                                   |
| -- | ---- | ------------------------- | ------------------------- | -------------------------------------- |
| 1  |      | 明治11年（1878年）11月1日 |                           |                                        |
|    |      |                           | 明治29年（1896年）3月31日 | 御井郡・山本郡との合併により御原郡廃止 |